# Tysk grammatik
|  | Sammenskrivningsforslag Artiklen Tysk grammatik er foreslået føjet ind i Tysk (sprog). (Siden september 2016) Diskutér forslaget |

Tysk grammatik er det tyske  sprogs grammatik, dvs. lære om, hvordan ordene forandrer form i forskellige funktioner (morfologi), og hvordan ordene sættes sammen til meningsfulde sætninger (syntaks).

## Navneord
Alle navneord skrives med stort begyndelsesbogstav på tysk
Navneord betegner:
- Levende væsner = Mensch, Tier, Pflanze
- Ting = Flugzeug, Bleistift, Buch
- Abstrakte begreber = Freiheit, Liebe, Hass

Egennavne er en undergruppe af navneord og betegner navne på personer, lande, byer, steder, gader og seværdigheder. Egennavnene bøjes ikke på tysk De skrives som på dansk med stort begyndelsesbogstav.

### Køn
Navneord er inddelt i køn:
- Maskulinum (männliches Geschlecht), m. (hankøn)
- Femininum (weibliches Geschlecht), f. (hunkøn)
- Neutrum (sächliches Geschlecht), n. (intetkøn)

Det mest sikre metode at bestemme kønnet på et navnord er at slå op i ordbogen, men følgende tommelfingerregler kan benyttes:

#### Hankøn
- Mandlige personer og mange dyr: der Dieb, der Kater, der Elephant
- Ugedage, måneder og årstider: der Montag, der Mai, der Sommer

#### Hunkøn
- Kvindelige personer eller dyr og mange floder: die Tochter, die Mutter, die Katze, die Elbe, die Donau
- De fleste navneord, der ender på -e:die Minute, die Hilfe, die Straße
- Alle navneord, der ender på -ei, -heit, -keit, schaft, -ung, -ur, -ik, -ion, -in: die Polizei, die Freiheit, die Natur, die Musik, die Religion, die Lehrerin

#### Intetkøn
- Navneord, der ender på -chen og -lein: das Mädchen, das Fräulein
- Navnemåden af udsagnsord, der også kan bruges som navneord: das Lesen, das Essen

### Kønnenes bøjning
|           | Hankøn                                     | Hunkøn                                        | Intetkøn                                    | Flertal                                                     |
| --------- | ------------------------------------------ | --------------------------------------------- | ------------------------------------------- | ----------------------------------------------------------- |
| Nominativ | der Bruder ein kein mein, dein er          | die Schwester eine keine meine, deine sie     | das Kind ein kein mein, dein es             | die Geschwister - Geschwister keine meine, deine sie        |
| Akkusativ | den Bruder einen keinen meinen, deinen ihn | die Schwester eine keine meine, deine sie     | das Kind ein kein mein, dein es             | die Geschwister - Geschwister keine meine, deine sie        |
| Genitiv   | des Bruders eines keines meines, deines    | der Schwester einer keiner meiner, deiner     | des Kind[e]s eines keines meines, deines    | der Geschwister - Geschwister keiner meiner, deiner         |
| Dativ     | dem Bruder einem keinem meinem, deinem ihm | der Schwester einer keiner meiner, deiner ihr | dem Kind[e] einem keinem meinem, deinem ihm | den Geschwistern - Geschwistern keinen meinen, deinen ihnen |